# Membland
Membland – przysiółek w Anglii, w Devon. Leży 10,9 km od miasta Plymouth, 56,7 km od miasta Exeter i 306,4 km od Londynu. Membland jest wspomniana w Domesday Book (1086) jako Mimidlande/Mimidlanda.